# James Cosmo Melvill
Pour les articles homonymes, voir Melvill.
 (octobre 2019).
Si vous disposez d'ouvrages ou d'articles de référence ou si vous connaissez des sites web de qualité traitant du thème abordé ici, merci de compléter l'article en donnant les références utiles à sa vérifiabilité et en les liant à la section « Notes et références ».
James Cosmo Melvill est un botaniste et un conchyliologiste britannique, né en 1845 et mort en 1929.

## Biographie
Son père est Sir James Cosmo Melvill (1792-1861), sous-secrétaire d’État pour l’Inde. Il commence dès huit ans à collectionner les coquillages et rassemble une immense collection grâce à l'achat de nombreuses collections mises en vente à Londres. Melvill acquiert 56 collections dont celle de John Dennison (1???-1864) (1865), de Thomas Norris (17??-1852) (1873, 1874) et de Thomas Lombe Taylor (1802-1874) (1880).
La collection de Melvill rassemblait plus de 22 500 espèces, la moitié des espèces connues à son époque et l’une des deux plus importantes collections privés jamais constituée. La collection de Melvill est elle-même acquise par John Read le Brockton Tomlin (1864-1954). Cette collection, mélangée à celle presque aussi riche de Tomin, est actuellement conservées par le Muséum national du Pays de Galles.

## Œuvres
- Il participe à The Flora of Harrow (Londres, 1864, réédité en 1876).
- Avec Robert Standen (1854-1925) et de James Hadfield (1864-1934), Catalogue of the Hadfield Collection of Shells from Lifu and Uvea, Loyalty Islands (Manchester Museum. Museum Handbooks, 1891).
- Avec R. Standen, The Marine Mollusca of Madras and the immediate neighbourhood. Notes on a collection of Marine Shells from Lively Island, Falklands; and other papers (série d’articles tirés du Journal of Conchology, Manchester Museum. Museum Handbooks, 1898).
- A Brief Account of the General Herbarium formed by James Cosmo Melvill, 1867-1904, and presented by him to the (Manchester) Museum in 1904 (Manchester Museum. Museum Handbooks, 1904).
- The Flora of Prestwich (1905).